# Colostygia pyrenaearia
Colostygia pyrenaearia là một loài bướm đêm trong họ Geometridae.